# Henri Brauer
Pour les articles homonymes, voir Brauer.

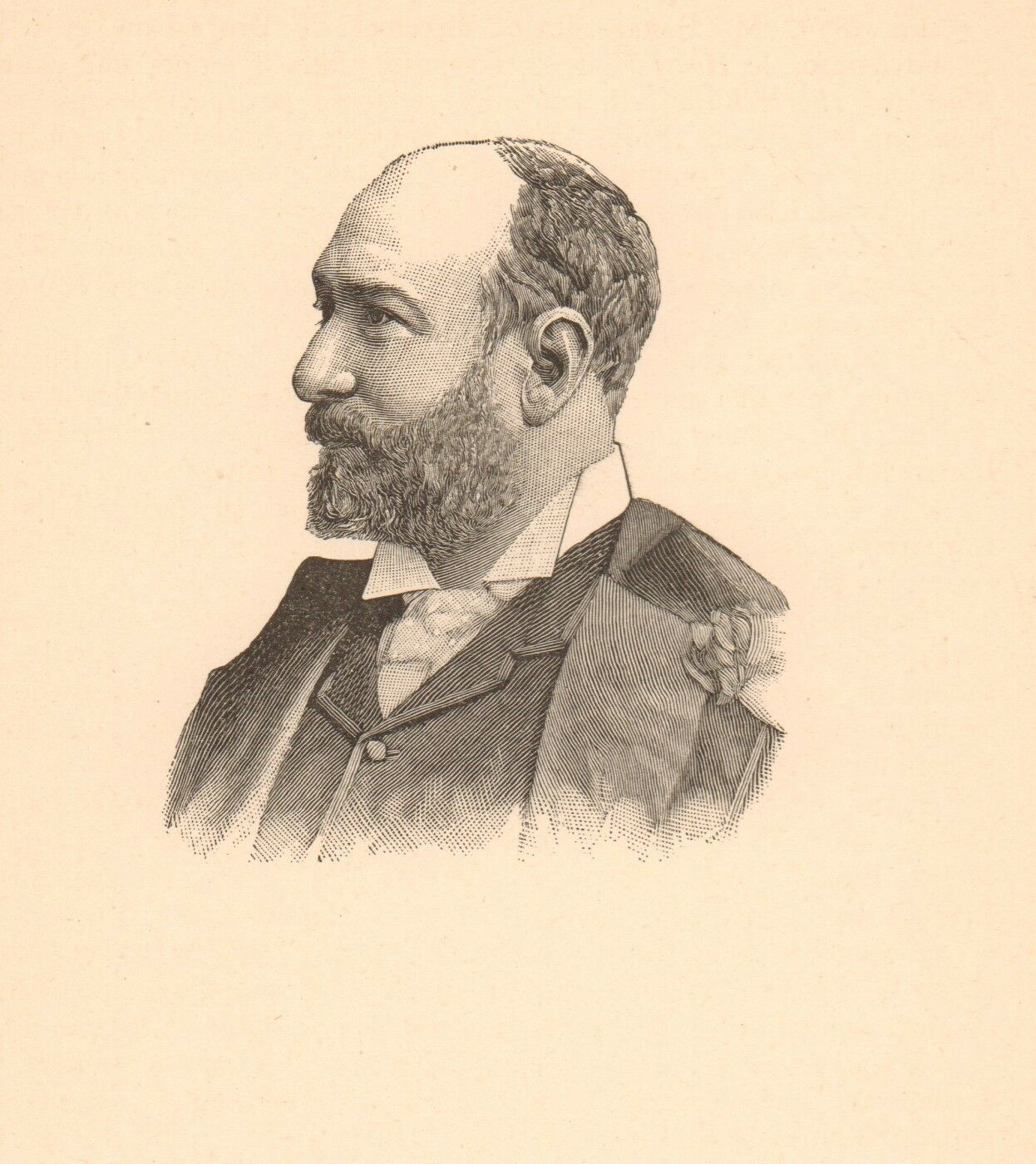
Augustus Harris par Henri Brauer, vers 1896

Henri Othon Brauer, né à Kleinstolpen (aujourd'hui Groitzsch) le 20 octobre 1858 et mort à Paris le 19 avril 1936, est un graveur sur bois français d'origine allemande.

## Biographie
Naturalisé Français, élève de Wilhelm Aarland, il participe au Salon des artistes français dès 1890, où il obtient en 1920 une médaille d'argent après une médaille d'honneur en 1904 et une médaille de bronze en 1914. Il est connu pour les portraits qu'il a exécutés pour les Albums Mariani.
Henri Brauer meurt dans le 14e arrondissement de Paris le 19 avril 1936.